# Tanjilana
Tanjilana is een geslacht van schietmotten van de familie Hydrobiosidae.

## Soorten
- T. akroreia A Neboiss, 1962
- T. zothecula A Neboiss, 1962